# Stepan Aleksandrovič Hilkov
Princ Stepan Aleksandrovič Hilkov (rusko Степан Александрович Хилков), ruski general, * 1786, † 1854.
Bil je eden izmed pomembnejših generalov, ki so se borili med Napoleonovo invazijo na Rusijo; posledično je bil njegov portret dodan v Vojaško galerijo Zimskega dvorca.
Rodil se je kot najstarejši sin princa Aleksandra Jakobiča Hilkova.